# Тайна музея восковых фигур
«Тайна музея восковых фигур» (англ. Mystery of the Wax Museum, другое название Музей восковых фигур) — фильм ужасов, выпущен в 1933 году кинокомпанией Warner Brothers по системе двухцветного «Техниколора», поставленный режиссёром Майклом Кёртисом и снят по мотивам короткометражной истории Чарльза Белдена, которая до съёмок не была опубликована.

## Сюжет
Действие фильма начинается в 1921 году. Иван Айгор (Лайонелл Этвил; собственно, имя переводится как Иван Игорь, но герои фильма произносят его фамилию скорее как Айгор, в некоторых переводах фигурирует фамилия Смирнофф) — талантливый скульптор, работающий в музее восковых фигур в Лондоне. Когда бизнес терпит неудачу за счёт привлечения людей к экспозиции ужасов, партнёр Айгора, Джо Уорт (Эдвин Максвелл), пытается сжечь музей для получения страхового возмещения в сумме £ 10 000. Айгор не желал этого, но Уорт всё-таки устраивает пожар. Айгор пытается остановить его, и они ввязываются в драку. Ворт отправляет Айгора в нокаут, оставив скульптора умирать в огне.
Однако Айгор выживает и 12 лет спустя в Нью-Йорке готовится к открытию нового музея восковых фигур. Его руки и ноги были сильно искалечены в огне, он прикован к инвалидному креслу и теперь должен полагаться на помощников в создании своей новой коллекции скульптуры.
Между тем, корреспондентка Флоренс Демпси (Гленда Фаррелл) отправляется по поручению редактора Джима (Фрэнк МакХью) расследовать самоубийство модели Джоан Гейл (Моника Баннистер). В это время, отвратительное чудовище крадёт тело Джоан из морга. Когда следователи обнаружили, что её тело было украдено, они подозревают убийство. Следствие сначала указывает на Джорджа Уинтона (Кэвин Гордон), сына могущественного промышленника, но после посещения его в тюрьме, Флоренс думает иначе.
Соседкой Флоренс является Шарлотта Дункан (Фэй Рэй), чей жених Ральф (Аллен Винсент) работает в недавно открывшемся музее скульптором.
Во время посещения музея в день перед открытием, Флоренс замечает странное сходство между восковой фигурой Жанны д’Арк и мёртвой моделью. В то же время Айгор знакомится с Шарлоттой и замечает, что она похожа на его любимую фигуру в погибшем в пожаре музее, скульптуру Марии-Антуанетты.
На Айгора работает несколько тёмных личностей: "профессор" Дарси (Артур Эдмунд Кэроу), наркоман, и Гуго, глухонемой (Мэттью Бетц). Дарси, в то же время, работает на Джо Уорта, который промышляет в городе как бутлегер, среди клиентов которого не кто иной, как Уинтон.
В ходе расследования в старом доме, где Ворт хранит нелегальный алкоголь, Флоренс обнаруживает монстроподобного человека, который как-то связан с музеем, но не может доказать никакой его связи с исчезновением тела Джоан Гейл. Полицейские, вызванные ею, видят Дарси выходящим из того дома, и его задерживают. Когда Дарси привозят в участок, он сначала отрицает свою причастность к преступлениям, но под давлением улик, в частности, золотых часов судьи, признаётся, что Айгор действительно убивал людей, продавал их органы, а тела опускал в воск для создания реалистичных фигур.
Айгор, заманив  в подвал, Шарлотту, собиравшуюся посетить Ральфа в музее, неожиданно встаёт с инвалидного кресла. В помутнении рассудка он пытается уговорить её не сопротивляться. Шарлотта пытается убежать, отталкивает его и случайно ломает его восковую маску. Айгор рассказывает ей, что он был ужасно изуродован по вине своего компаньона. Затем он показывает ей тело мёртвого, залитого воском Джо Уорта, которого Дарси давно искал. Когда Шарлотта падает в обморок, Айгор привязывает её к столу и собирается облить воском, чтобы она стала заменой его утерянной Марии-Антуанетты. Однако Флоренс вовремя приводит полицию в музей. Ральф успевает оттолкнуть стол с Шарлоттой, полицейский стреляет в Айгора и тот падает в чан с кипящим воском.
Когда Флоренс рассказывает свою историю в редакции, Джим делает ей предложение, намекая, что она должна выбрать между деньгами (которые предлагает Уинтон) и счастьем, которое может дать ей Джим. Флоренс выбирает последнее.

## В ролях
- Лайонел Этуилл — Иван Игорь
- Фэй Рэй — Шарлотта Дункан
- Гленда Фаррелл — Флоренс Демпси
- Фрэнк МакХью — редактор Джим
- Маргарет Манн — королева Виктория
- Артур Эдмунд Кэроу — Дарси
- Мэттью Бетц — Гуго

## Ремейки
- Дом восковых фигур (фильм, 1953)
- Дом восковых фигур (фильм, 2005)